# Gualta cuyana
Gualta cuyana è un mammifero notoungulato estinto, appartenente ai leontiniidi. Visse nell'Oligocene superiore (circa 28 - 23 milioni di anni fa) e i suoi resti fossili sono stati ritrovati in Sudamerica.

## Descrizione
Questo animale è noto per numerosi resti fossili comprendenti un cranio quasi completo, numerose vertebre, vari frammenti mascellari e mandibolari ed elementi postcranici provenienti da differenti individui, ed è quindi possibile ricostruirne l'aspetto. Gualta doveva essere un animale dalla corporatura piuttosto pesante e dalla taglia notevole, ed è probabile che potesse superare i due metri di lunghezza. Il cranio era relativamente alto, e in generale l'aspetto di Gualta richiamava notevolmente quello di un altro notoungulato dello stesso periodo, Scarrittia. Come quest'ultimo, Gualta era dotato del primo incisivo superiore molto più sviluppato rispetto agli altri due incisivi superiori, e del canino che si sovrapponeva al primo premolare. Si distingueva da Scarrittia, tuttavia, nel muso più allungato, nelle ossa nasali più strette e lunghe, nella presenza su terzo e quarto premolare di un solco linguale basso, nelle vertebre cervicali più corte e nel calcagno più corto e privo della faccetta navicolare. Al contrario di altri leontiniidi come Leontinia, Ancylocoelus, Anayatherium e il successivo Colpodon, Gualta era ancora provvisto di una dentatura completa.

## Classificazione
Gualta cuyana venne descritto per la prima volta nel 2015, sulla base di resti fossili ritrovati in terreni dell'Oligocene superiore della zona di Quebrada Fiera nella provincia di Mendoza in Argentina. L'analisi filogenetica proposta nello studio della prima descrizione indica che Gualta appartiene ai leontiniidi, un gruppo di notoungulati dalle forme piuttosto pesanti, diffusi principalmente nell'Oligocene. In particolare, Gualta sembrerebbe essere strettamente imparentato con Anayatherium e Scarrittia, ma potrebbe anche essere ancestrale alle altre forme di leontiniidi.

## Paleobiologia
I fossili di Gualta costituiscono una bassa percentuale dei fossili di mammiferi di Quebrada Fiera; ciò è in contrasto con le località della Patagonia e del Brasile, dove i fossili di leontiniidi rappresentano una percentuale rilevante delle comunità di mammiferi.